# Elaphoglossum caridadae
Elaphoglossum caridadae är en träjonväxtart som beskrevs av A. Rojas. Elaphoglossum caridadae ingår i släktet Elaphoglossum och familjen Dryopteridaceae. Inga underarter finns listade.